# ايرين فراشون
إيرين فراشون (بالإنجليزية : Irène Allier) ولدت إيرين ألييه ف26مارس1963 ولدت في بولوني بيانكور ( أوت دو سين ).وهي طبيبة أمراض الرئة فرنسية،